# Trilaciclib
Trilaciclib ist ein Arzneistoff aus der Wirkstoffgruppe der CDK-Inhibitoren. Als erster Vertreter der Klasse der Myeloprotektoren (first in class) wurde Trilaciclib 2021 in den USA als Cosela (G1 Therapeutics) zugelassen, um die Häufigkeit von Chemotherapie-induzierter Knochenmarksunterdrückung  bei kleinzelligem Lungenkrebs zu vermindern.

## Wirkungsmechanismus
Das Knochenmark ist besonders anfällig für Chemotherapieschäden. Im Knochenmark werden aus
hämatopoetischen Stamm- und Vorläuferzellen rote Blutkörperchen, weiße Blutkörperchen und Blutplättchen gebildet. Trilaciclib hemmt kurzzeitig die Cyclin-abhängigen Kinasen (CDK) 4 und 6, zwei Enzyme, die an der Bildung dieser Blutkörperchen beteiligt sind, und schützt das Knochenmark (Myeloprotektion).

## Therapeutische Verwendung
Trilaciclib wird als intravenöse Kurzinfusion innerhalb von vier Stunden vor Beginn einer chemotherapeutischen Behandlung verabreicht. Pharmazeutisch wird das Trilaciclibdihydrochlorid, ein wasserlöslicher gelber Feststoff, eingesetzt.

### Nebenwirkungen und Anwendungsbeschränkungen
Die am häufigsten berichteten Nebenwirkungen waren Müdigkeit, erniedrigte Calcium-, Kalium- und Phosphatspiegel, erhöhte Aspartat-Aminotransferase-Werte, Kopfschmerzen und Lungenentzündung.

### Studien
Die Zulassung basiert auf Daten aus drei randomisierten, doppelblinden, placebokontrollierten Studien mit insgesamt 245 Patienten mit kleinzelligem Lungenkrebs im fortgeschrittenen Stadium. In den Studien wurden je der Anteil der Patienten mit schwerer Neutropenie (proportion of patients with severe neutropenia) und die Dauer der schweren Neutropenie (duration of severe neutropenia) im ersten Zyklus der Chemotherapie in der Verum- mit der in der Placebogruppe verglichen. Die mit Trilaciclib behandelten Patienten hatten in allen drei Studien eine statistisch signifikante Verringerung der Dauer und des Schweregrads der Neutropenie im Vergleich zu denen, die Placebo erhielten.